# جیمز پرسکات
جیمز پرسکات (انگلیسی: James Prescott؛ زادهٔ ۱۹۱۴) بازیکن فوتبال اهل انگلستان بود که در پست خط میانه بازی می‌کرد.
از باشگاه‌هایی که در آن بازی کرده‌است می‌توان به باشگاه فوتبال اورتون اشاره کرد.